# Tatws pum munud

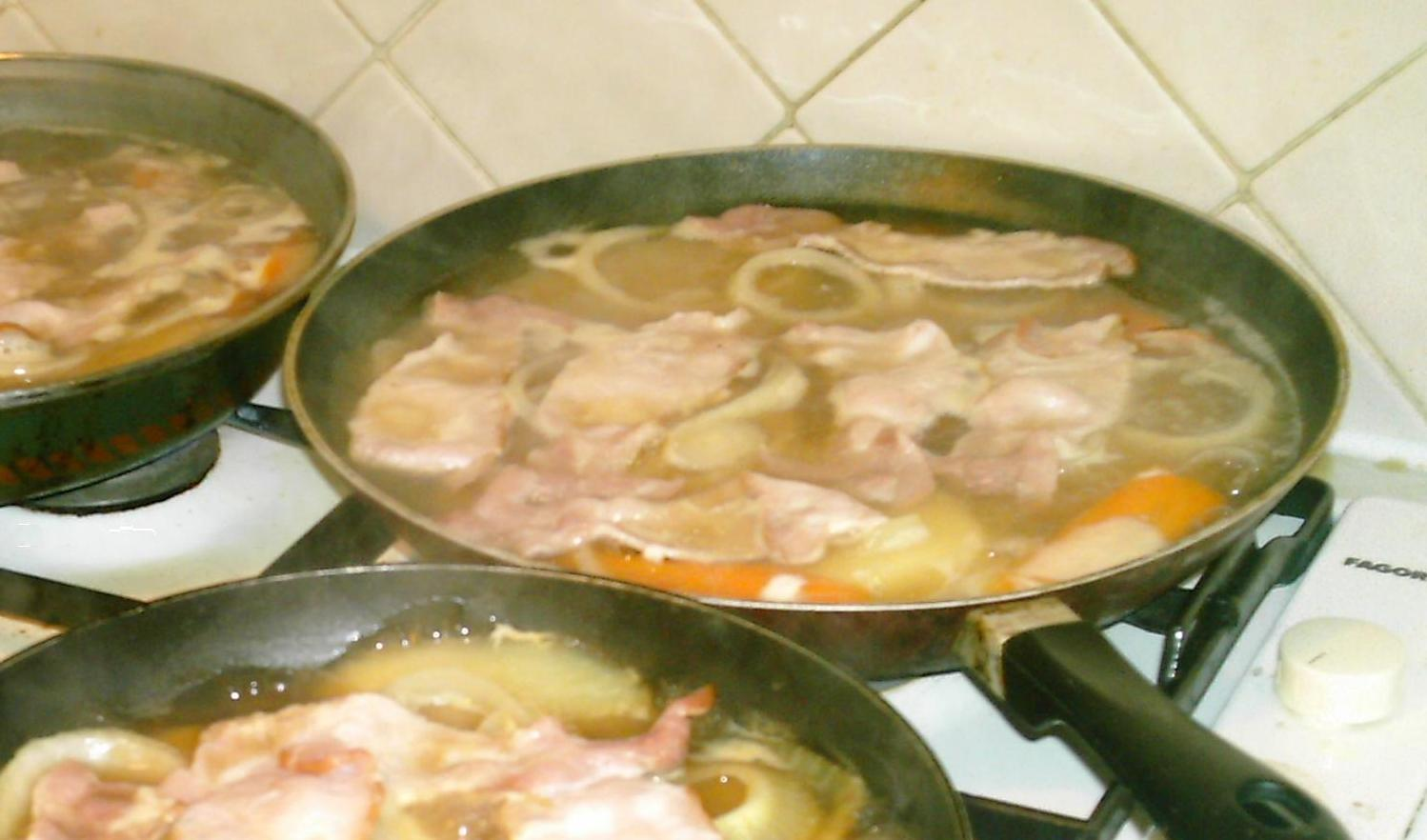
Tatws pum munud under tillagning

Tatws Pum Munud, femminuterspotatis, är en walesisk stuvning gjord på rökt bacon, buljong, potatis och olika slags grönsaker, ofta lök, morötter och ärtor. Ingredienserna skivas och tillagas vanligen i en stor stekpanna, och serveras på en flat tallrik. Rätten serveras ofta med Worcestershiresås.